# Washington Mystics
Washington Mystics son un equipo de baloncesto femenino estadounidense de la WNBA con sede en Washington D. C. Debutaron el 1998, gracias a la expansión de la liga ese año. El equipo es hermano del equipo masculino de la misma ciudad, los Washington Wizards. En la actualidad está dirigido desde el banquillo por el exentrenador de la NBA, Richie Adubato.

## Pabellón

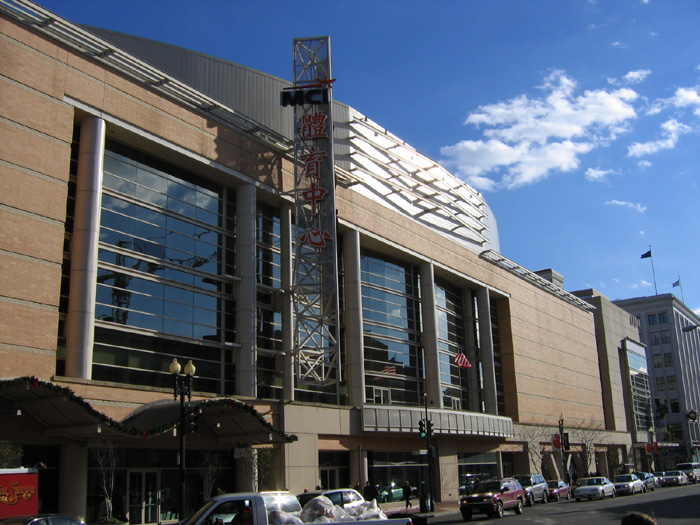
El Verizon Center, cancha de las Mystics.

Las Mystics disputan sus partidos en el Verizon Center, con capacidad para 20 173 espectadores, y que comparte con equipos como los Washington Wizards, el equipo de baloncesto de la Universidad de Georgetown, los Hoyas, o el equipo de la NHL de hockey sobre hielo de los Washington Capitals.